# دجاج غيني مخوذ

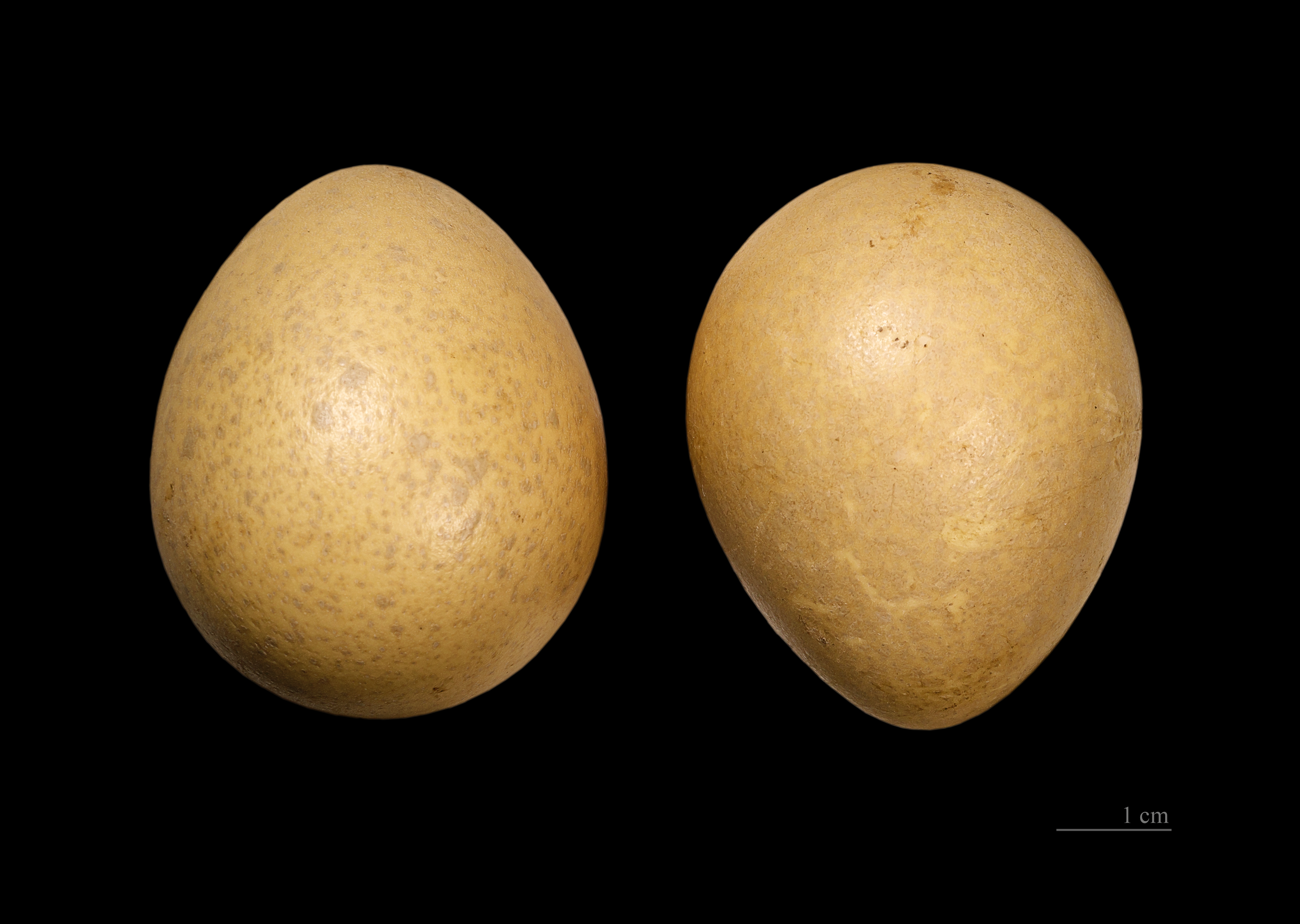
Numida meleagris

دجاج غيني أبو خوذة (الاسم العلمي: Numida meleagris) (بالإنجليزية: Helmeted Guineafowl)‏ هو طائر ينتمي إلى الدجاج الغيني (فصيلة: Numididae).